# Gajan (Gard)
Gajan é uma comuna francesa na região administrativa de Occitânia, no departamento de Gard. Estende-se por uma área de 10,91 km². Em 2010 a comuna tinha 699 habitantes (densidade: 64,1 hab./km²).